# Dinopium
A Dinopium a madarak (Aves) osztályának harkályalakúak (Piciformes) rendjébe, ezen belül a harkályfélék (Picidae) családjába tartozó nem.

## Előfordulásuk
A Dinopium-fajok Dél- és Délkelet-Ázsiában fordulnak elő. Ezek a madarak Pakisztántól kezdve egészen az indonéz szigetekig találhatók meg.

## Rendszerezés
A nembe az alábbi 6 faj tartozik:
- Dinopium benghalense (Linnaeus, 1758)[2]
- Dinopium everetti (Tweeddale, 1878) - egyesek a jávai küllő alfajának vélik
- jávai küllő (Dinopium javanense) (Ljungh, 1797)[3] - típusfaj
- Dinopium psarodes  (A.A.H Lichtenstein, 1793) - egyesek a D. benghalense alfajának vélik
- maláj küllő (Dinopium rafflesii) (Vigors & Horsfield, 1830)[4]
- Dinopium shorii (Vigors, 1832)[5]